# Burg Brunstein

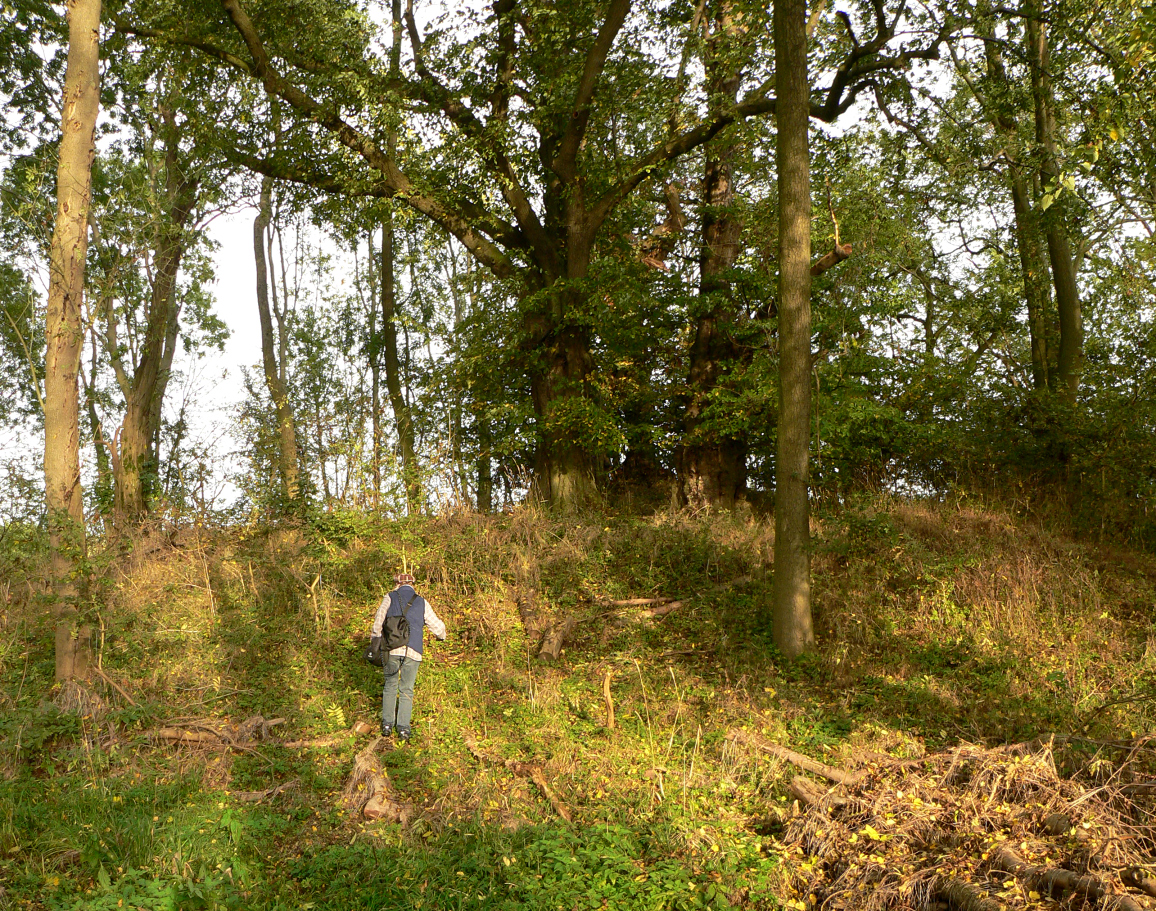
Die frühere Burgstelle, heute baumbestanden mit einigen alten Linden

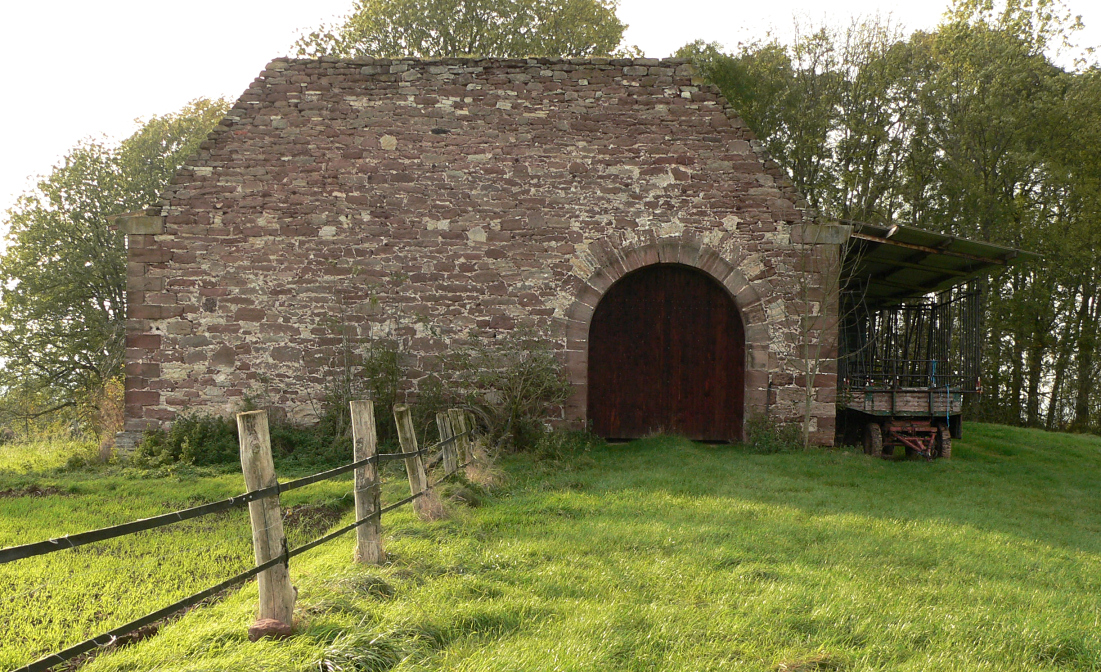
Die Burgscheune nahe der Burgstelle

Die Burg Brunstein ist eine abgegangene Höhenburg bei Langenholtensen im Landkreis Northeim in Niedersachsen.

## Lage
Brunstein stand auf einer noch heute Burgberg genannten 225 m ü. NN hohen Anhöhe knapp einen Kilometer östlich des Dorfes Langenholtensen. Westlich unterhalb des Burgbergs fließt der Leimkebach, der später in die Düne mündet.

## Geschichte

### Namensherkunft
In der im 18. Jahrhundert von Johann Georg Leuckfeld aufgeschriebenen Chronik „Antiqvitates Blanckenburgens“ wird das Jahr 836 als Baujahr der Kirche in Langenholtensen und der Burg Brunstein durch den Sachsenherzog Bruno genannt. Franciscus Lubecus erwähnt dagegen bereits im 16. Jahrhundert in seinen Göttinger Annalen, dass Liudolf, der Gründer des Stiftes Gandersheim, auch die Burg Brunstein gebaut und nach seinem Vater Brun benannt habe. Hierzu sind allerdings keine Urkunden erhalten geblieben.

### Geschichte
Die etwa 50 mal 50 Meter große Burg stand auf dem Sporn des nach drei Seiten abfallenden Burgbergs. Sie soll „nach Rethmeiers Versicherung in seiner Braunschweig-Lüneburg’schen Chronik […] dem Hospital für Pilgrimme und nachmaligen Kloster Wibbrechtshausen zum Schutze“ errichtet worden sein. Als Erbgut der Brunonen kam die Burg über Richenza von Northeim an das Herzogtum Braunschweig-Lüneburg. 1349 wird sie anlässlich eines Aufenthalts von Herzog Ernst I. als herzogliche Burg. Herzog Otto der Quade verpfändete sie 1368 an die Herren von Oberg. Von diesen ging der Pfandbesitz an Heinecke von Münchhausen über. 1526 musste Herzog Erich I. zur Finanzierung der Kosten, die ihm durch die Hildesheimer Stiftsfehde und den Bau der Erichsburg entstanden waren, die Burg erneut verpfänden, diesmal an das Haus Oldershausen, die sie bis 1583 innehatten.
Herzog Julius verpfändete die Burg 1588 an Otto von Rehden. Von 1617 bis 1622 kam sie an dessen Sohn Henning von Rehden. Dieser nutzte die Kipper- und Wipperzeit zu kriminellen Finanzgeschäften und musste schließlich in die Spanischen Niederlande fliehen. Da aber dessen Gemahlin auf der Burg wohnhaft blieb und auch einen dem Kloster Northeim gehörenden Hof bewirtschaften ließ, mussten die Einwohner des Dorfes Langenholtensen dafür weiterhin Abgaben leisten.
1627 und 1637 wurden einige Gebäude durch Einwirkung des Dreißigjährigen Krieges beschädigt und 1694 abgerissen. Mit den Steinen wurden im folgenden Jahr am Fuß des Burgberges neue Amtsgebäude errichtet. Die noch verbliebenen Bauten auf dem Burgberg wurden 1764 abgerissen. Aus den Steinen der Burg wurde östlich der Burgstelle die noch heute vorhandene Burgscheune errichtet.
Da die durch die Anpflanzung von Linden gekennzeichnete Burgstelle durch einen 1925 begonnenen, östlich angrenzenden Steinbruch der staatlichen Forstverwaltung bedroht war, empfahl der Regierungsbezirk Hildesheim im Jahr 1927, dass dieser nicht weiter betrieben werden sollte zwecks Erhalt des Platzes.

### Beschreibung
Die Burg Brunstein nahm ein fast quadratisches Areal von ca. 80 m Seitenlänge ein, das auf drei Seiten durch Steilhänge zusätzlich geschützt ist. Die Burgfläche war mit einer Ringmauer befestigt, die heute zu einem ca. 1 m hohen Schuttwall zerfallen ist. Ein länglicher Schutthügel im Westen deutet auf ein größeres, abgebrochenes Steingebäude hin. Ein künstlich planiertes, unbefestigtes Plateau im Norden von ca. 15 m Breite kommt als Standort einer Vorburg in Frage. Eine weitere künstliche Terrasse befindet sich im westlichen Steilhang. 
Auf der unten liegenden Domäne Brunstein erinnert auf einem großen Fels eine Tafel mit dem Merian-Stich und einem kurzen Text an Burg und einstigen Amtssitz.

## Amt Brunstein
Die Burg Brunstein war der erste Sitz des gleichnamigen Amtes. Ab 1695 wurde das neue Amtshaus genutzt.

### Amtmänner
- Hildemar von Oberg 1368
- Dietrich von Bodensen 1488
- Heinecke von Münchhausen 1526
- Hermann (Hermen) von Oldershausen 1526 – vor 1537 (selig genannt)
- Hans der Ältere von Oldershausen um 1537
- Hans der Jüngere von Oldershausen bis 1583
- Statius von Wulffen bis 1586
- Peter Plessing 1588
- Otto von Rheden 1588 – 1617
- Henning von Rheden, Sohn des Otto von Rheden 1617–22
- Anna von Rheden, geb. von Schulenburg, Witwe des Otto von Rheden 1622–30 (1634?)
- Henrich Fischer 1631–37
- Burchardt Engelbrecht 1638–50
- Henning von Lützen (Lützow) 1651–58
- Johannes Vogt 1659–61
- Henrich Albrecht Burchtorf 1662
- Christian Friedrich Tappen 1663–66
- Friedrich Ernst Hundertmark 1667–86
- Ernst Andreas Cnorr(e) 1689–1704
- von Behling 1709
- Friedrich Rudolf von Uslar 1721–28
- August Conrad Volckmar 1729–35
- von Bülow 1756
- Jacobi 1764
- Storre 1769
- Johann Ferdinand von Uslar 1766
- Conrad Heinrich von Hugo 1768–1796 Tod auf Brunstein (zuvor von 1745 bis 1768 Reichshofrat in Wien)
- Heinrich Friedrich Meyer 1799–1820
- Georg Friedrich Grimsehl 1824–1840

Zum 1. Juli 1840 erfolgte die Vereinigung des Amtes Brunstein mit dem Amt Northeim.

### Umfang
Neben dem Dorf Langenholtensen gehörten die 6 Dörfer Denkershausen, Edesheim, Elvershausen, Hohnstedt und Vogelbeck sowie 2 Weiler, Vorwerke und ein eigenständiger Hof zu dem Amt. Im 19. Jahrhundert gehörten 3018 Einwohner und 388 Häuser zu dem Amt Brunstein. Wirtschaftlich bedeutend war der Anbau von Flachs, der, neben den Anbau von Tabak, betrieben wurde. Ebenso trieb man Schaf- und Viehzucht und handelte mit Leinwand, Garn und Holz, welches auf der Leine herabgeflößt wurde.

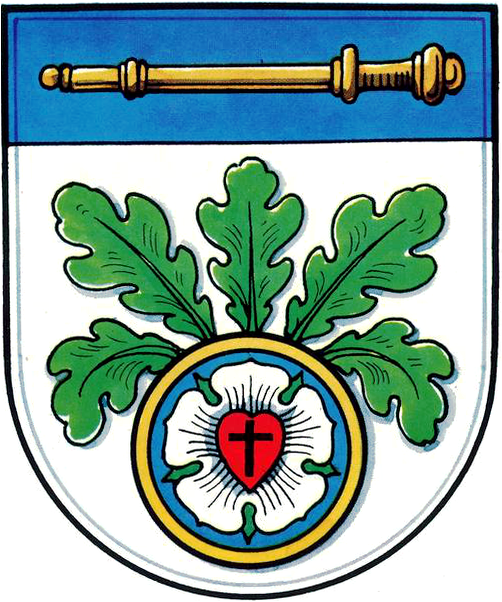
Wappen der Ortschaft Langenholtensen

Das Amtsgebiet, zum Fürstentum Göttingen gehörig, grenzte im Norden an das Herzogtum Braunschweig, im Osten an das Amt Westerhof, im Süden an das Fürstentum Grubenhagen sowie im Westen an das Amt Moringen und das Gebiet der Stadt Northeim. 1840 wurde das Amt Brunstein in das neue Amt Northeim integriert.
Im Ortswappen von Langenholtensen ist ein Rechtsstab abgebildet, der auf die Gerichtsbarkeit des vormaligen Amtes Brunstein hinweisen soll.

## Siedlung Brunstein
Die aus dem Amtshof hervorgegangene landesherrliche Domäne wurde nach dem Zweiten Weltkrieg in den 1950er Jahren in mehrere Teile aufgeteilt und an private Landwirte, darunter Heimatvertriebene, verkauft. Die Siedlung war im Umfeld des neuen Amtshauses und der Domäne entstanden und hatte folgende Einwohnerentwicklung:
- 1689: 62
- 1818: 69
- 2010: 86